# Mixeur (cinéma)
Au cinéma, un mixeur, ou ingénieur du son de mixage (en anglais : re-recording mixer), est le dernier intervenant à apport créatif dans la chaine de postproduction sonore. Le mixeur a la charge de mélanger, équilibrer, harmoniser toutes les pistes sonores afin d'élaborer la bande sonore finale du film. Il doit mettre en œuvre les choix esthétiques et techniques, qui répondent aux attentes du réalisateur et du producteur.

## Travail du mixage
Le mixeur travaille avec des éléments sonores qui lui sont fournis :
- dialogues synchrones (son direct issu du tournage), dialogues en son seul (enregistrés sur le tournage, hors caméra), dialogues post-synchronisés ;
- bruitages ;
- montage son (ambiances, effets, design sonore) ;
- musiques.

Le mixeur organise ou finalise aussi la spatialisation des sons, c'est-à-dire la disposition spatiale des sources sonores dans la bande son finale (stéréo, 5.1, etc.).
Le mixeur travaille principalement dans un auditorium, avec un écran pour l'image projetée et une console de mixage.
Les méthodes de mixage évoluent avec l'avancée des technologies : passage des consoles analogiques aux consoles numériques, faculté d'en automatiser toutes les fonctions ou les paramètres.

### Prémixages
Les prémixages consistent en analogique à enregistrer physiquement le mélange effectué, c'est-à-dire : copier les éléments sources avec tous les inconvénients (distorsions rajoutées); avec une console numérique entièrement automatisée, le prémixage peut devenir virtuel, c'est-à-dire que seuls les mouvements d'automation seront enregistrés.

#### Prémixage des paroles
La première étape est généralement le prémixage des dialogues ou "prémix paroles". Celui-ci consiste à mélanger (physiquement ou virtuellement ou d'une façon hybride) tous les éléments de dialogue sur une ou deux pistes ou sur un groupe  de pistes (dans le cas d'un mixage multicanal). C’est un travail autant technique qu'esthétique où il s’agit d’égaliser les niveaux, de raccorder les couleurs sonores, d’intégrer, de la façon la plus imperceptible, dialogues synchrones et dialogues postsynchronisés, d’harmoniser la proximité sonore (la présence) avec la taille du plan et l'espace des décors, en veillant en particulier à la parfaite compréhension des paroles.

#### Prémixage des ambiances, effets et design sonore
La mission du monteur son consiste à livrer au mixeur un certain nombre de pistes ou groupes de pistes, quelquefois des choix alternatifs dont le mélange définitif sera effectué au mixage.

#### Prémixage des musiques
En général, ce type de prémixage est réalisé dans un studio musique équipé pour le mixage multicanal.
Prémixer ou mixer la musique directement dans l'auditorium est possible quand la capacité de la console le rend possible.

### Mixages
La deuxième étape du mixage est plus esthétique que technique, gérant harmonies, équilibres, déséquilibres, entre le prémix paroles et toutes les autres sources sonores non dialoguées : les bruits et les effets donnent vie à l’action, les ambiances permettent de faire sentir l’atmosphère et d’installer la réalité des décors, les musiques installent le rythme du film et guident l’attention du spectateur…
Le mixeur doit savoir s’adapter au metteur en scène, à un désir de netteté ou au contraire à une volonté de son un peu « sale », ou encore savoir proposer les bonnes solutions à un réalisateur hésitant.
Le mixeur travaille parfois avec un assistant qui peut, sur les mixages lourds, avoir la tâche de mixer certaines pistes spécifiques, bruitages ou effets ponctuels.

## Évolution du mixage
L'apparition de la  stéréo, aux alentours des années 1980, a complexifié le travail du mixage, le passage au tout numérique a fortement  modifié les mœurs, le mixage multicanal 5.1 et la montée en puissance  des DAW (Digital audio workstation), qui sont des ordinateurs  dédiés à l'enregistrement, au montage et au mixage, bouleversent et  remettent en question les métiers, les usages et les règles établies.
La  console de mixage est devenue  aussi
une « surface de contrôle », c'est-à-dire une immense télécommande ; l'automation, qui permet l'enregistrement et la reproduction automatique des mouvements des faders et de toutes les actions effectuées par le mixeur, s'est généralisée.
Les techniques de prémixages physiques tendent à disparaitre, remplacées parce qu'on appelle le « once pass », c’est-à-dire que tous les  éléments source (quelquefois plusieurs centaines) restent accessibles à tout moment ou à chaque étape du mixage.
Ces évolutions permettent de retoucher, modifier et rectifier le mixage à n'importe quel moment : par exemple après une projection test (preview).
Du fait de cet accès permanent aux éléments source, le mixeur peut agir, en plus de la gestion des niveaux, des timbres et de l'espace sonore, en collaboration  avec le monteur son, sur le déplacement dans le temps des éléments (contrepoint). Il arrive que le monteur son participe au mixage comme co-mixeur.
Comme pour l'image, les actions passent du mode destructif au mode non destructif (les fameux undo), lesquelles permettent de revenir aux actions précédentes).
Du  fait de l'automatisation de toutes les fonctions de mixage, les  stratégies de mixage peuvent devenir non linéaires  (c’est-à-dire ne  commençant plus au début pour finir à la fin du programme à mixer). Le  mixeur peut envisager de commencer son mixage à n'importe quel endroit  du programme, suivant des problématiques particulières à résoudre. Le  mixage se décompose alors en plusieurs couches:
- Préparation et  organisation pouvant utiliser comme modèle des templates (anglicisme utilisé usuellement signifiant gabarit).
- Prémixages  séparés de divers éléments (paroles, bruitages, montage son, musique).
- Traitements  particuliers de certains éléments.
- Mixage des éléments prémixés.
- Conformation  du mixage aux différentes diffusions envisagées (cinéma, TV, multicanal, stéréo, internet, mobiles, etc.)